# Hemibystra aequabilis
Hemibystra aequabilis är en stekelart som beskrevs av Heinrich 1968. Hemibystra aequabilis ingår i släktet Hemibystra och familjen brokparasitsteklar. Inga underarter finns listade i Catalogue of Life.